# Kazimierz Rymarkiewicz
Kazimierz Rymarkiewicz (ur. 24 kwietnia 1859 w Kaliszu, zm. 24 marca 1918 w Warszawie) – polski prawnik, sędzia, adwokat, działacz społeczny, kulturalny i oświatowy.

## Życiorys
Kazimierz Rymarkiewicz był synem Józefa Benedykta Rymarkiewicza, lekarza, doktora medycyny i chirurgii, działacza społecznego, i Anny Elżbiety z domu Karsch. W 1857 Rymarkiewiczowie sprowadzili się do Kalisza, gdzie w latach 1859–1867 Józef zajmował stanowisko zastępy, a następnie lekarza naczelnego Szpitala Św. Trójcy, a od 1873 do śmierci (1898) lekarza naczelnego Szpitala Starozakonnych. Rymarkiewiczowie zajmowali mieszkanie w domu przy ul. Warszawskiej nr hip. 65 (obecnie w tym miejscu wznosi się dom przy ul. Zamkowej 8), w którym prowadzili dom otwarty, gdzie spotykała się inteligencja kaliska (a także warszawska). Tam też urodził się Kazimierz; miał dwie siostry, Marię Anielę (ur. 1857) i Zofię Bibiannę (ur. 1866). 
Ukończył Męskie Gimnazjum Klasyczne w Kaliszu, a następnie podjął studia prawnicze kolejno na uniwersytetach w Petersburgu i w Warszawie, po ukończeniu których wrócił do Kalisza i rozpoczął aplikanturę w miejscowym sądzie okręgowym. W latach 1889–1907 był sędzią przysięgłym w Sądzie Okręgowym w Kaliszu, następnie adwokatem (patronem) tego sądu.
9 listopada 1906 na łamach dziennika „Gazeta Kaliska” ogłosił artykuł programowy „Muzeum w Kaliszu”, w którym nawoływał m.in. do wzmożenia społecznych wysiłków na rzecz utworzenia Muzeum Ziemi Kaliskiej; artykuł ten ukazał się na niespełna dwa tygodnie przed zebraniem założycieli muzeum, które odbyło się 20 listopada w gmachu Kaliskiego Towarzystwa Muzycznego.
Był redaktorem informacyjno-literackiego „Kalendarza na Szkołę Rzemiosł w Kaliszu”, wydawanego w latach 1907–1911, dochód z którego przeznaczony był na kapitał założycielski przyszłej szkoły rzemieślniczej (jednak Szkołę Rzemieślniczo-Przemysłową zdołano w Kaliszu otworzyć dopiero w 1929).
Od 1915 pełnił funkcję członka Najwyższego Trybunału Królestwa Polskiego. Był delegatem do komisji mającej za zadanie opracować status samorządu dla miast Królestwa Polskiego.
Prezes kaliskiego oddziału Towarzystwa Popierania Przemysłu i Handlu. Współtworzył (i był pierwszym prezesem) Publicznej Biblioteki im. Adama Mickiewicza w Kaliszu.